# WPB Anders
Il WPB Anders è un carro armato da combattimento sviluppato in Polonia. Presentato al MSPO nel 2010 a Kielce, sostituirà i PT-91.